# غلتک کشاورزی

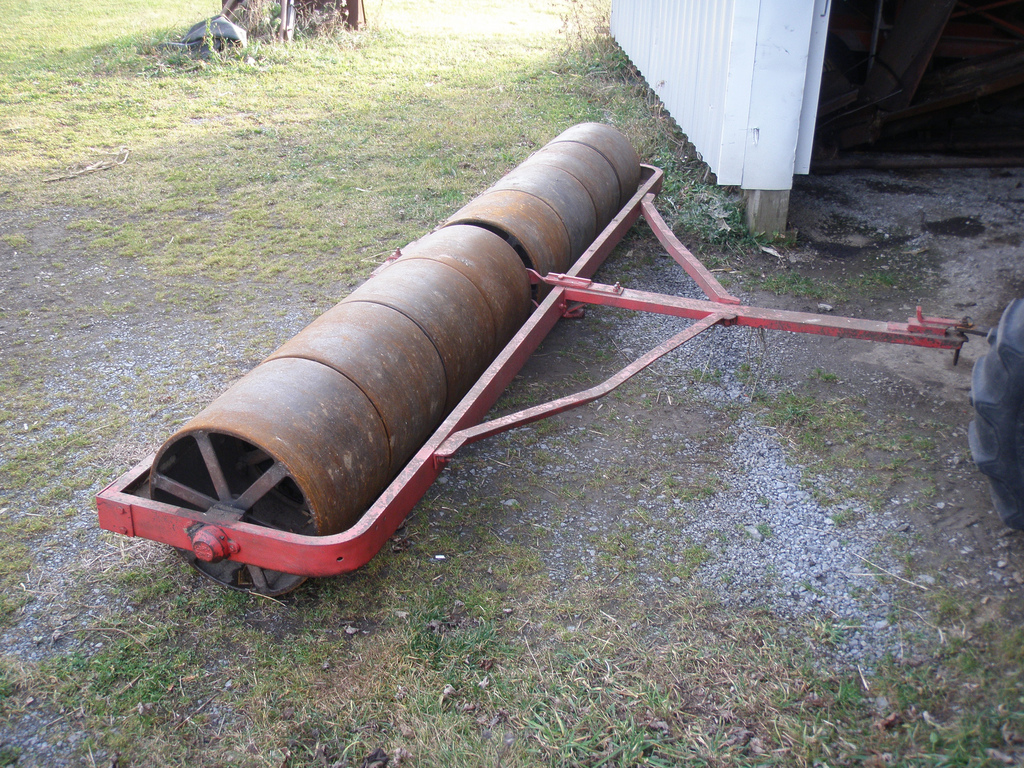
غلتک ۱۲ فوتی صاف

غَلتَک از ابزار کشاورزی است و برای تسطیح زمین یا شکستن توده بزرگ از خاک به ویژه پس از شخم به کار گرفته می‌شود.
به‌طور معمول غلتک توسط تراکتور یا قبل از مکانیزاسیون توسط یک تیم از حیوانات مانند گاو یا اسب کشیده می‌شده‌است. علاوه بر مصارف کشاورزی غلتک‌ها در زمین کریکت و مناطق چمن مسکونی مورد استفاده قرار می‌گیرند.
صافی زمین باعث آسان‌تر شدن کنترل بعدی علف‌های هرز شده و غلتک زنی می‌تواند به جلوگیری از کاهش رطوبت زمین‌های زراعی
کمک کند در چمن غلتک‌زنی سطح زمین برای فشردگی سطح خاک است.
غلتک‌ها در وزن‌های مختلف موجودند برای بسیاری از کاربردها غلتک سنگین به کار برده می‌شود. غلتک‌ها ممکن است یک تکه یا چند تکه باشند یا از فولاد ضخیم ساخته شده یا از فولاد نازک ساخته شوند و درون آن بتن یا آب پر شده باشد غلتک‌هایی که با آب پر شد می‌شوند دارای این مزیت هستند که می‌توان برای کاربردهای سبک‌تر یا حمل و نقل اب غلتک را خالی کرد
در مناطقی که دارای زمستان‌های سرد و یخبندان هستند برای جلوگیری از یخ زدگی آب و شکستن غلتک در غلتک‌هایی که با آب پر می‌شوند باید آب غلتک را خالی نمود.

## غلتک‌های چندتکه

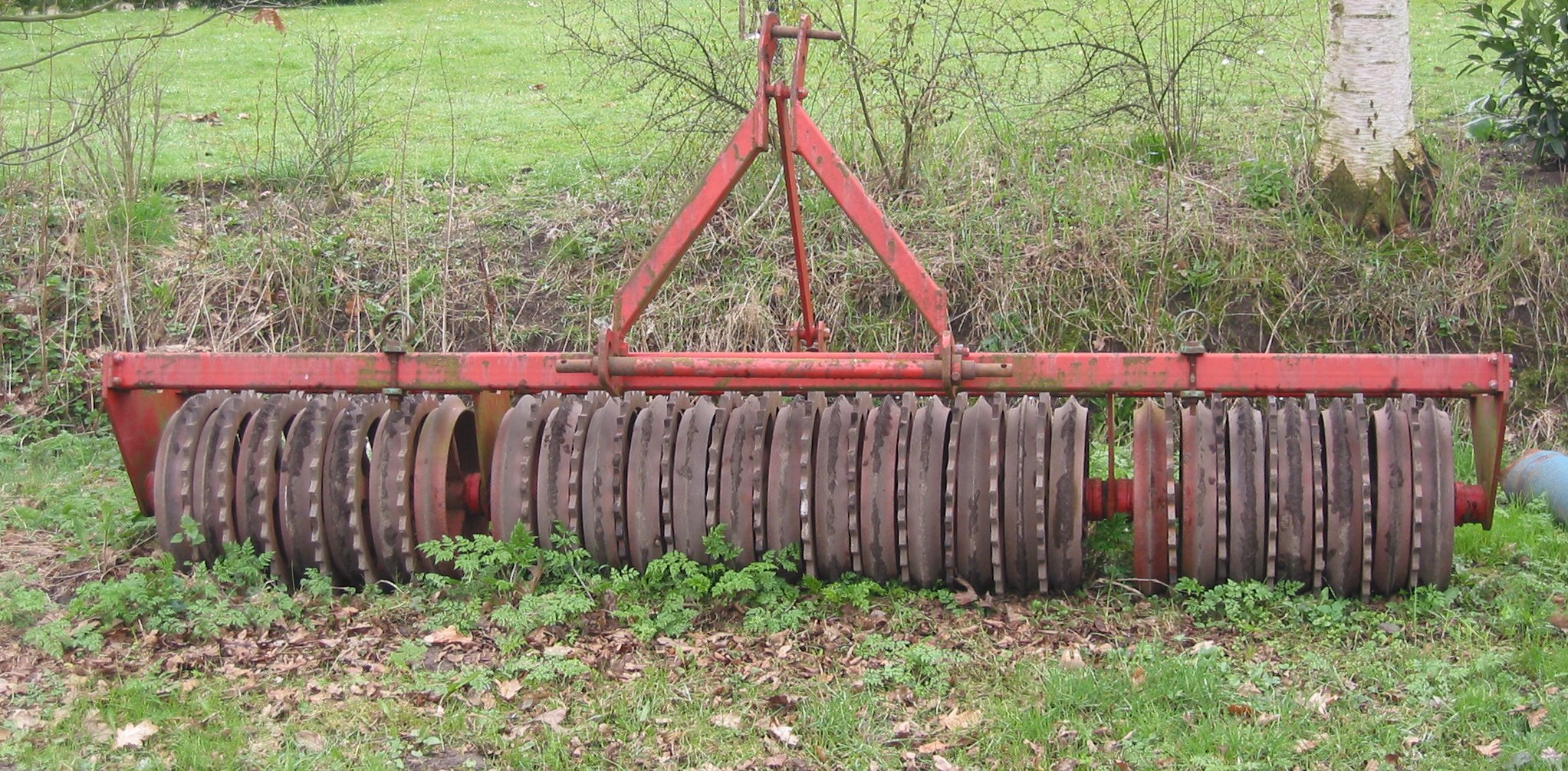
غلتک کمبریج-cultipacker

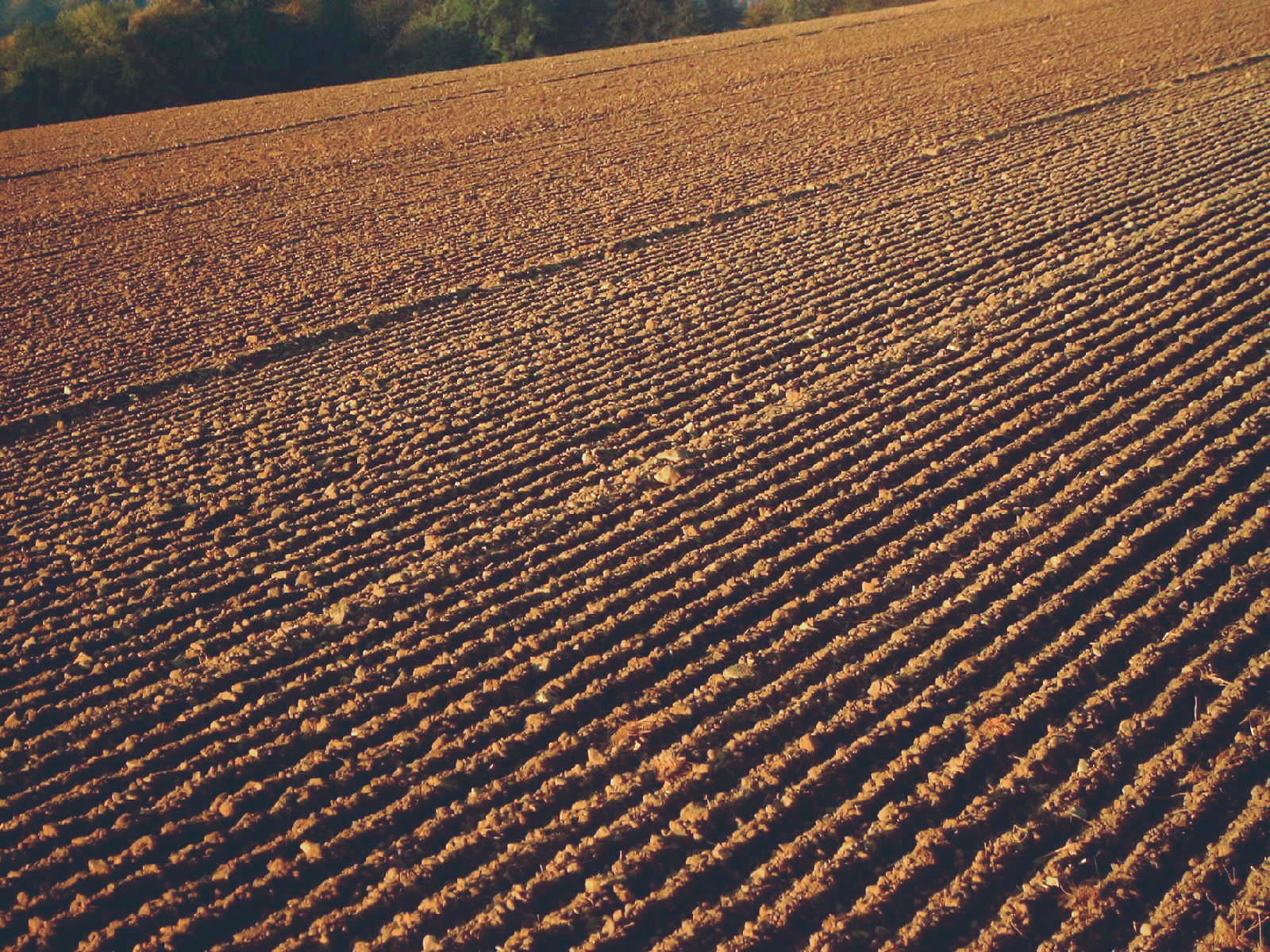
یک میدان پس از نورد با یک غلتک کمبریج (یا مشابه آن)

در خاک شخم خورده نقطه ضعف غلتک یک تکه آن است که در هنگام دور زدن در گوشه‌ها انتهای بیرونی غلتک با سرعت بیشتری از انتهای داخلی دارد که باعث سر خوردن یک یا دو انتها می‌شود. غلتک یک تکه در هنگام دور زدن در زمین‌های نرم سر می‌خورد و تودهٔ از خاک را در شعاع بیرونی رها می‌کند که ضد تولید است. غلتک‌ها برای کاهش این مشکل در دو یا سه تکه ساخته می‌شوند و غلتک کمبریج با بخش‌های بسیار کوچک که روی محور نصب می‌شوند و می‌توانند نسبت زمین با سرعت و جداگانه بر روی زمین بچرخند این مشکل را حل کرده‌است.
سطح غلتک ممکن است صاف یا ممکن است برای کمک به شکستن بافت خاک یا برای ایجاد شیار برای جلوگیری از فرسایش خاک هر بخش از یک غلتک کمبریج دارای دندانه در اطراف لبه آن باشد
غلتک ممکن است با سایر تجهیزات از جمله علف چین به کار برده شده یا ترکیب شود.

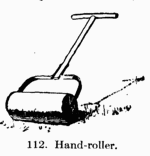
غلتک چمن